# Sangdo
Sangdo (상도?), anche nota con il titolo internazionale The Merchant, è una serie televisiva sudcoreana trasmessa su MBC TV dal 15 ottobre 2001 al 2 aprile 2002. È tratta dall'omonimo romanzo di Choe Inho, che a sua volta drammatizza la storia del mercante Im Sang-ok (1779-1855).

## Personaggi e interpreti
- Im Sang-ok, interpretato da Lee Jae-ryong e Maeng Se-chang (da giovane)
- Park Da-nyung, interpretata da Kim Hyun-joo
- Jung Chi-soo, interpretato da Jeon Bo-seok
- Park Joo-myung, interpretato da Lee Soon-jae

## Accoglienza
Sangdo ha inizialmente registrato ascolti minimi, attestandosi intorno al 14% di share per tre settimane consecutive a partire dal 29 ottobre 2001, molto inferiori al 52% registrato dalla serie concorrente Yeo-incheonha (Ladies of the Palace) in onda alla stessa ora su SBS TV: secondo commentatori del settore televisivo, è successo perché non è riuscita a replicare le atmosfere del romanzo originale, iniziando con il mostrare il periodo di crescita del protagonista Im Sang-ok e rallentando così la narrazione.
A gennaio 2002 la serie è però riuscita a raggiungere il 20% di share grazie al rapido sviluppo della trama, pertanto la MBC ha deciso di estenderla di 10 episodi e portare il totale a 50 anziché 40. Ciò ha causato le dimissioni dello sceneggiatore veterano Choi Wan-kyu, che è stato sostituito da Jeong Hyeong-soo, uno scrittore alle prime armi senza esperienza in fiction televisive.